# Pribram (meteoryt)
Pribram – meteoryt kamienny należący do chondrytów oliwinowo-bronzytowych typu H 5 spadły 7 kwietnia 1959 roku w okolicach miejscowości Przybram (cz. Příbram) w Czechach o godzinie 19:30 czasu uniwersalnego.
Był to jeden z pierwszych przypadków sfotografowania upadku meteorytu, dzięki czemu możliwe było ustalenie kąta przecięcia meteoroidu przez orbitę Ziemi oraz miejsca spadku. Na miejscu upadku meteorytu zebrano 19 fragmentów o łącznej masie 9,5 kg. Masę meteorytu przed spadkiem na Ziemię ocenia się na kilka ton. Prędkość meteroidu względem Ziemi w chwili wejścia w atmosferę ziemską wynosiła 20,8 km/s.
W Polsce przelot bolidu został zaobserwowany przez miłośnika astronomii Sławomira Rucińskiego w czasie obserwacji nieba nad Częstochową. Do oddziału PTMA w Warszawie przesłał on następujący opis:
„Bolid był koloru niebiesko-zielonego i miał jasność około -5m. Przebiegł widzianą przeze mnie drogę 9–10 stopni w ciągu około 4 sekund. Droga jego równoległa była do linii Procjon-Rigel i przechodziła pomiędzy ξ i ε Ori. W chwili, gdy go zauważyłem, miał charakterystyczny kształt maczugi i rozświetlał zachodnie niebo, tak że widziałem lekkie chmury. Następnie zgasł (schował się za chmury?) i zniknęło świecenie nieba. Po 4 sekundach zauważyłem rozświetlenie nieba nieco silniejsze niż przedtem, o kolorze niebiesko-zielonkawo-żółtym”.